# (2929) Harris
(2929) Harris (1982 BK1; 1938 DH1; 1965 AU) ist ein ungefähr 16 Kilometer großer Asteroid des äußeren Hauptgürtels, der am 24. Januar 1982 vom US-amerikanischen Astronomen Edward L. G. Bowell am Lowell-Observatorium, Anderson Mesa Station (Anderson Mesa) in der Nähe von Flagstaff, Arizona (IAU-Code 688) entdeckt wurde.

## Benennung
(2929) Harris wurde nach Alan W. Harris, einem Planetologen am Jet Propulsion Laboratory, benannt. Seine Forschungen umfassten Studien zur Entstehung des Sonnensystems und zur Dynamik von Satelliten und Planetenringen.